# Mimasyngenes ytu
Mimasyngenes ytu là một loài bọ cánh cứng trong họ Cerambycidae.